# لار (كوهمرة خامي)
لار (بالفارسية: لار) هي قرية تقع في إيران في قسم كوهمرة خامي الريفي. يقدر عدد سكانها بـ 37 نسمة بحسب إحصاء 2016.